# Olivier Boivin (mah-jong)
Pour les articles homonymes, voir Olivier Boivin.
Olivier Boivin est un joueur français de mah-jong, licencié à Valence (Drôme) au club de Mahjong Mania, dont il est le Président, anciennement au Magic Mahjong Social Pung (MMSP de Paris), il a fondé le club Fleur d'orchidée en 2007.
Il a été président de la Fédération française de mah-jong de 2016 à 2018.

## Palmarès[2]
- Vice-champion du monde (WMC/règles MCR): 2010 (Utrecht, Pays-Bas);
- Vice-champion du monde par nations (WMC/MCR): 2010;
- Vainqueur du Tournoi international de La Réunion: 2011 (champion de France);
- 2e du Tournoi international de Paris: 2009 (champion de France);
- Vainqueur du tournoi Tile Hog d'Almere: 2008;
- 3e des championnats d'Europe par nations (EMA/MCR): 2007 (Danemark);
- 4e du Tournoi international de Paris: 2007; (vice-champion de France);